# 페룬
페룬(Перун, Perun)은 슬라브 신화의 최고신으로, 천둥과 번개의 신이다. 그 외에도 불, 산맥, 참나무, 붓꽃, 수리, 창공, 말, 수레, 무기, 전쟁의 신이기도 하다. 정교회로 개종하기 이전, 루스인들은 페룬을 최고신으로 숭배했다. 그 중에서도 특히 전사 계급(지배층들)이 좋아했던 신이고, 정교회를 받아들인 이후에도 페룬 신앙은 꽤 오랫동안 남아있었다.  페룬을 상징하는 것은 로부르참나무, 말, 목요일이며, 페룬에게 신성한 장소는 바로 언덕으로, 키예프와 노브고로드에서 주로 숭배받았다.

## 신화
슬라브 신화의 기록에 따르면, 페룬은 불의 신 스바로그와 사랑의 여신 라다의 아들로 태어났다고 한다. 어린 시절 이미 페룬은 그의 힘과 기질을 보여주었는데, 페룬의 가족들이 지하세계에 잠든 페룬을 수년 동안 찾고 있었을 때 지하세계에서 잠들고 있던 페룬은 성인이 되었으며, 이후 깨어나 내딛는 발걸음마다 큰 진동을 일으키면서 지하세계를 지키는 짐승들과 치열하게 싸우면서 수많은 도전을 극복하고 지하세계를 탈출한 후 그의 고향인 하늘로 돌아갔으며, 이후 천공신 로드와 달의 여신 디비의 딸을 만나 결혼하고 마침내 슬라브 신화의 최고신으로 군림하게 되었다고 전해진다. 또 다른 문헌에 따르면, 페룬은 금빛 혹은 구릿빛 수염을 기른 모습에, 두 마리의 염소가 몰고 다니는 전차를 타고 번개를 일으키는 강력한 도끼인 몰니야를 들고 있으며, 북유럽 신화의 토르가 사용하는 묠니르와 유사한 성질을 지녀 몰니야를 사악한 자들에게 집어던지면 그 자를 죽이고 페룬의 손으로 돌아간다고 한다.

## 같이 보기
- 제우스
- 토르
- 타라니스
- 인드라
- 스사노오